# Авдалян, Гурген Микаелович
Гурген Микаелович (Михайлович) Авдалян (арм. Գուրգեն Միքայելի Ավդալյան; род. 1929) — советский работник сельского хозяйства, директор совхоза имени Калинина Калининского района Армянской ССР (ныне Таширского района Армении); Герой Социалистического Труда (1971).

## Биография
Родился 13 сентября 1929 года.
Член КПСС с 1949 года. В 1962 году окончил Ереванский государственный университет, факультет экономики.
В 1959—1965 годах был председателем колхоза в деревне Саратовка, в 1965—1973 годах — директором совхоза в посёлке Калинино (ныне город Ташир).
8 апреля 1971 года был удостоен звания Героя Социалистического Труда с вручением ордена Ленина (За выдающиеся успехи, достигнутые в развитии сельскохозяйственного производства и выполнении пятилетнего плана продажи государству продуктов земледелия и животноводства).
С 1973 года работал на партийных должностях в Калининском районе Армянской ССР (первый секретарь Калининского райкома КП Армении). Был делегатом XII—XV съездов компартии Армении, депутатом Верховного Совета Армянской ССР 7-го и 8-го созывов.
Впоследствии жил и работал в Краснодарском крае.

## Награды
- Герой Социалистического Труда (08.04.1971).
- Два ордена Ленина (22.03.1966, 08.04.1971).